# アシスタント (オーケストラ)
アシスタントはオーケストラの管楽器奏者を補佐する奏者のこと。通常は主に第1奏者を補佐し、「一アシ」「アシ」とも略される。
管楽器の第1奏者は一般に負担が特に大きいため、楽曲によっては補助の奏者を加えて、主に交代で演奏する。トゥッティのクライマックスは倍管の場合と同じように一緒に演奏する事が普通である。
また一息で吹き続けるのが困難な長い音を伸ばす場合にも使われることがある。